# 鈴木保
鈴木 保（すずき たもつ、1947年4月29日 - ）は、埼玉県浦和市（現さいたま市）出身の元サッカー選手、サッカー指導者。元サッカー日本女子代表監督（1989年-1996年、1999年）。

## 略歴
浦和市立高校（現：さいたま市立浦和高校）では全国高校サッカー選手権に優勝、立教大学では1969年度に第18回全国大学サッカー選手権、第49回天皇杯に準優勝し、主将も務めた。U-19日本代表の一員として1966年にフィリピンで開催されたAFCユース選手権1966に出場した。
サッカー部設立を目指す日産自動車の関係者から相談を受けた岡野俊一郎がユース代表監督時代の教え子である鈴木を推薦したことにより1970年度に日産自動車に入社。同好会から発展する形で1972年に生まれた日産自動車サッカー部の創設メンバーの1人となった。
28歳で引退後、加茂周のもとで1975年から1984年まで日産のコーチを務めた。1975年三重県国体では、ほぼ日産の選手で構成された神奈川県代表の監督を任されサッカー成年の部に優勝した。1985年、総監督に退いた加茂に代わって日産の監督に就任。しかし1985年シーズンの前半戦を終えた時点で3勝5分4敗、12チーム中8位と低迷し、シーズン途中の1985年12月にコーチの山出邦男とともに退任した。以後は日産サッカースクールの責任者、1987年から1989年まで日産FCレディースの監督を務めた。
1989年から1996年まで日本女子代表監督を務め、1991年と1995年のFIFA女子世界選手権（現FIFA女子ワールドカップ）、オリンピックに女子サッカーが追加された最初の大会となったアトランタ五輪に出場。1995年世界選手権ではグループステージを突破して準々決勝に進出、AFC女子アジアカップで準優勝2回、アジア競技大会で準優勝（銀メダル）2回。
1996年から1998年まで日興證券ドリームレディースの監督を務め、L・リーグ3年連続優勝、1996年度の全日本女子選手権に優勝した。1999年11月開催の1999 AFC女子選手権では再び日本女子代表の監督を務める。1989年から2004年まで日本サッカー協会女子委員会委員、1999年から2006年まで日本女子サッカーリーグの総務主事、事務局長を歴任。
2008年からイカイFCレディース (東海女子サッカーリーグ所属) の監督を務めたが、2009年11月のチャレンジリーグ参入決定戦に敗れ、日本女子サッカーリーグ参入はならなかった。
2012年に立教大学監督、2013年に横浜FCシーガルズ監督を務めた。2014年よりアスレジーナ (静岡県女子サッカーリーグ) の指導に当たっている。また、2010年からJFAのマッチコミッショナーを務めている。

## 指導歴他
- 日産自動車サッカー部
  - 1975年 - 1984年 コーチ
  - 1985年 監督
  - 1986年 - 1993年 日産サッカースクール 責任者
  - 1987年 - 1989年 日産FCレディース 監督
- 1989-1996年  日本女子代表 監督
  - 1991年 第1回女子世界選手権  監督
  - 1995年 第2回女子世界選手権 監督
  - 1996年 アトランタ五輪女子サッカー　監督
- 1996年-1998年 日興證券ドリームレディース 監督
- 1999年  日本女子代表 監督
- 1999年 - 2006年 日本女子サッカーリーグ 事務局長
- 2008年-2009年 イカイFCレディース 監督
- 2012年 立教大学体育会サッカー部 監督
- 2013年 横浜FCシーガルズ 監督
- 2014年 アスレジーナ
  - 2014年 スーパーバイザー
  - 2015年- 監督

## 監督成績
| 年度 | 所属   | クラブ   | リーグ戦 | リーグ戦 | リーグ戦 | リーグ戦 | リーグ戦 | リーグ戦 | カップ戦        | カップ戦      |
| 年度 | 所属   | クラブ   | 順位     | 試合     | 勝点     | 勝利     | 引分     | 敗戦     | JSL杯/Lリーグ杯 | 天皇杯/皇后杯 |
| ---- | ------ | -------- | -------- | -------- | -------- | -------- | -------- | -------- | --------------- | ------------- |
| 1985 | JSL1部 | 日産     | -        | 12       | 11       | 3        | 5        | 4        | 準優勝          | -             |
| 1989 | JLSL   | 日産L    | 5位      | 10       | 7        | 2        | 3        | 5        | -               | 2回戦         |
| 1996 | L      | 日興證券 | 優勝     | 18       | -        | 17       | -        | 1        | 予選リーグ      | 優勝          |
| 1997 | L      | 日興證券 | 優勝     | 18       | -        | 15       | -        | 3        | 4位             | ベスト4       |
| 1998 | L      | 日興證券 | 優勝     | 18       | -        | 17       | -        | 1        | 予選リーグ      | 準優勝        |

1985年の日産はシーズン途中まで指揮。勝敗は自身の監督期間のもの。

## タイトル
日本女子代表
- AFC女子アジアカップ
  - 準優勝：1991年、1995年
  - 3位：1989年、1993年
- アジア競技大会サッカー競技
  - 準優勝：1990年、1994年

日興證券ドリームレディース
- 日本女子サッカーリーグ
  - 優勝：1996年、1997年、1998年
- 皇后杯全日本女子サッカー選手権大会
  - 優勝：1996年